# Fritz Kläger
Fritz Kläger (* 14. Januar 1914 in Dornstetten; † 22. März 2007 in Kirchzarten) war ein deutscher Motorradrennfahrer und -konstrukteur.

## Karriere
Fritz Kläger stammte aus Dornstetten im Schwarzwald. Im Jahr 1934 begann seine Karriere mit einem Sieg beim Eisrennen auf dem Titisee. Nach diversen Klassensiegen erhielt er noch im selben Jahr die internationale Rennlizenz. Dann aber wurde seine Laufbahn durch Wehrdienst und Zweiten Weltkrieg zwölf Jahre lang unterbrochen.
Nach dem Krieg war Fritz Kläger einer der wichtigsten Rennfahrer und Rennmaschinenkonstrukteure in Deutschland. Er baute schnelle Motoren und Getriebe, nicht nur für sich selbst, sondern auch für seine Freunde und Konkurrenten. Ab 1948 stand er auch wieder selbst am Start. 
14-mal war er bei Deutschen Meisterschaften unter den sechs besten Fahrern. Mitte der 1950er-Jahre war Kläger Werksfahrer bei Horex und ging für den Hersteller aus Bad Homburg vor der Höhe auch in der Motorrad-Weltmeisterschaft an den Start, ohne jedoch dabei WM-Punkte einfahren zu können. 1954 gewann er auf Horex in der 350er-Klasse den Titel „Bester Deutscher Privatfahrer“ und 1957 wurde er auf seiner Horex Zweiter der Deutschen Meisterschaft hinter Helmut Hallmeier (NSU) und vor Karl Hoppe und Hans Hötzer, beide A.J.S..
Kläger war Spezialist für kurvenreiche Rennstrecken. Er gewann 1952 das Feldbergrennen im Taunus mit über 60 Kurven pro Runde und er gewann viermal das Schauinsland-Bergrennen im Schwarzwald. Hinzu kommen noch jeweils drei zweite und dritte Plätze auf dieser Bergstrecke.
Von 1966 bis 1970 baute er eine kleine Serie Rennmaschinen, die FKS (Fritz Kläger Special) mit 250, 350 und 500 cm³ Hubraum und war damit auch bei Rennen erfolgreich. So siegte er auf einer 250er-FKS am 1969 am Schauinsland.
Fritz Kläger beendete seine 35-jährige Rennfahrerlaufbahn 1969. Er starb am 22. März 2007 im Alter von 93 Jahren in Kirchzarten.

## Statistik

### Titel
- 1954 – „Bester Deutscher Privatfahrer“ auf 350-cm³-Horex
- 1957 – Deutscher 350-cm³-Vizemeister Horex

### Rennsiege
| Jahr | Klasse  | Maschine             | Rennen                                   | Strecke            |
| ---- | ------- | -------------------- | ---------------------------------------- | ------------------ |
| 1951 | 250 cm³ | NSU                  | Schauinsland-Bergrennen                  | Schauinsland       |
| 1951 | 350 cm³ | A.J.S.               | Schauinsland-Bergrennen                  | Schauinsland       |
| 1951 | 350 cm³ | A.J.S.               | Rund um die Schanz                       | Donauring          |
| 1951 | 350 cm³ | A.J.S.               | Sachsenring-Rennen                       | Sachsenring        |
| 1952 | 350 cm³ | A.J.S.               | Feldbergrennen                           | Feldbergring       |
| 1955 | 250 cm³ | NSU                  | Schleizer Dreieckrennen                  | Schleizer Dreieck  |
| 1958 | 350 cm³ | Horex                | Motorrace Tubbergen                      | Circuit Tubbergen  |
| 1959 | 250 cm³ | NSU                  | Circuit International de Bourg-en-Bresse | Circuit des Vennes |
| 1961 | 350 cm³ | Horex                | Schauinsland-Bergrennen                  | Schauinsland       |
| 1969 | 250 cm³ | Fritz Kläger Special | Schauinsland-Bergrennen                  | Schauinsland       |

## Verweise